# 膣脱
膣脱（ちつだつ、vaginal prolapse）とは、膣壁が外陰部より脱出する状態。人間の例もみられるが以下では家畜の例を取り上げる。

## 症状
全ての家畜に認められるが、特にウシとヒツジでの発生が多い。ウシではヘレフォード種で多い。原因として妊娠末期に胎盤より産生される大量のエストロゲンが骨盤の靭帯、骨盤周囲組織、陰門括約筋を弛緩させることが挙げられるが、単一の原因により発生するものではないと考えられている。ウシやヒツジでは妊娠後期の発生が多いが、イヌでは発情期にみられる。

## 治療
軽症では自然治癒し、予後は良いが、再発することが多いので陰門縫合を行う。